# Enosuchus
Enosuchus  è un genere estinto di tetrapodi, appartenente ai seymouriamorfi. Visse nel Permiano superiore (circa 258-255 milioni di anni fa) e i suoi resti fossili sono stati ritrovati in Russia.

## Descrizione
I fossili di questo animale sono piuttosto frammentari e incompleti, ma dal confronto con altri animali piuttosto simili e meglio conosciuti (Kotlassia, Karpinskiosaurus) si pensa che Enosuchus potesse avere l'aspetto vagamente simile a quello di un'odierna salamandra. Il capo era relativamente grosso e dal muso breve, e le zampe dovevano essere corte e piuttosto deboli. Enosuchus si distingueva da altri seymouriamorfi per l'intensa osteogenesi delle ossa dermiche ed endocraniche, per l'ornamentazione superficiale ben sviluppata, per l'assenza di ossa intertemporali, per la regione interorbitale espansa e per l'osso quadrato molto massiccio.

## Classificazione
La specie tipo Enosuchus breviceps venne descritta per la prima volta da Konzhukova nel 1955, sulla base di un cranio parziale rinvenuto lungo la sponda sinistra del fiume Ulema (un affluente del fiume Sviaga) nei pressi del villaggio di Isheevo-Nikiforovo (Tatarstan, Russia europea). Altri fossili sono stati in seguito attribuiti a Enosuchus, e sono stati ritrovati nella regione di Orenburg. Un'altra specie, E. alveolatus, è stata descritta nel 2018 sulla base di fossili frammentari provenienti dalla Russia europea.
Enosuchus è un rappresentante dei seymouriamorfi, un gruppo di tetrapodi dalle affinità incerte ma probabilmente appartenenti ai rettiliomorfi. In particolare, Enosuchus sembrerebbe essere stato una forma basale, forse affine a Kotlassia e a Karpinskiosaurus, sempre provenienti dalla Russia.